# Las crónicas de Riddick (saga)
Las crónicas de Riddick es una saga de acción y ciencia ficción, compuesta por tres películas de acción, dos novelas, una película de animación directamente lanzada a DVD, numerosos cortos animados, además de dos videojuegos.
La historia sigue las proezas del personaje Richard B. Riddick (interpretado por Vin Diesel en todas las apariciones del personaje) en el siglo 28, y el universo en el que se encuentra.
En Las crónicas de Riddick se representa un universo ficticio creado para Pitch Black y escrito por David Twohy, Ken Wheat, Jim Wheat, y el mismo Vin Diesel.

## Películas

### Pitch Black
La primera aventura de Riddick y también la primera película de acción de la serie, Pitch Black fue una producción de bajo presupuesto del año 2000. En la actualidad es considerada una película de culto.
La trama se desarrolla mientras Riddick está siendo transportado a prisión en la nave Hunter Gratzner, un buque de carga comercial. Cuando la nave es dañada por los restos de un cometa, realiza un aterrizaje de emergencia sobre la desierta y aislada luna Hades, Riddick se fuga. Sin embargo, cuando criaturas depredadoras voladoras (biorraptores) comienzan a atacar a los supervivientes, Riddick se une a ellos para escapar del planetoide.
Después del estreno de Las crónicas de Riddick, esta película fue renombrada Pitch Black. Desde entonces todas las series han sido tituladas como Las crónicas de Riddick.

### Las crónicas de Riddick
La segunda película de la serie, del año 2004 y la segunda película de live-action en la serie, Las crónicas de Riddick, era una superproducción del tipo space opera, con ambientaciones ficticias que antes no se podían permitir en la saga, secuela de Pitch Black.
Esto ocurre cinco años después de Dark Fury; en esta historia Riddick se reencuentra con Imam, el cual le dice que es parte de una profecía que lo señala como el salvador del universo y también que debe rescatar a Jack, que se encuentra presa en el planeta-prisión Crematoria. Riddick es llevado por el cazarrecompensas Toombs al planeta y cuando encuentra a Jack, que ha cambiado su nombre por Kyra, ambos emprenden la fuga de la cárcel. De vuelta al planeta Helion Primero inician la batalla contra los Necróferos (una flota de invasores que llegan al planeta para someter a sus habitantes).

### Riddick
La última película es Riddick del año 2013 es una secuela de Las crónicas de Riddick, en la que se vuelve a la idea original de asesinato y escape en un planeta desconocido.
Fue estrenada en Estados Unidos y España el 6 de septiembre de 2013 y su título original fue "Riddick", la trama trata de la lucha de Riddick contra los cazarrecompensas.

## Cortos / Cortos Animados

### Las crónicas de Riddick: Dark Fury
Dark Fury es una película animada, realizada para DVD de 35 minutos de duración. Dark Fury actúa como un enlace entre las películas Pitch Black y Las Crónicas de Riddick. Esto ocurre un poco después de los sucesos de Pitch Black e implica a Riddick y los otros dos supervivientes de Pitch Black, Jack, Imam y su intento de fuga de una nave de mercenarios, así como de su capitana que desea mantener a Riddick congelado como parte de su colección personal de forajidos.

### Into Pitch Black
Into Pitch Black es un especial del Sci-Fi estrenado antes de Pitch Black, en donde unos agentes de la ley investigan el pasado de Riddick y su relación con el choque de la Hunter Gratzner (la nave espacial de Pitch Black). Se considera un artículo raro, pues solo se encuentra en las copias de Region 2 del DVD de Pitch Black. Si bien muestra muchas inconsistencias con el canon oficial de la serie, posiblemente esté relacionado con otras películas y videojuegos.

### Slam City
PITCHBLACK: Slam City es un corto animado flash, precuela de Pitch Black realizado por los animadores Brian Murray y David Twohy, disponible para su descarga en el sitio web de Pitch Black. Archivado el 22 de diciembre de 2010 en Wayback Machine.
Slam City se muestra como una grabación oficial de la llegada y posterior escape de Riddick de la prisión Slamcity en Ursa Luna en 11 horas y 22 minutos. Particularmente se enfoca en mostrar cómo Riddick recibe la cirugía (realizada por un veterinario retirado llamado Cutter) que le da su "mirada brillante" - la habilidad de ver en la oscuridad - y recibir a cambio como pago un paquete de 20 cigarrillos mentolados, como se menciona en Pitch Black. Al final de la película se puede ver cómo el mercenario Johns se lleva preso a Riddick.
Algunos eventos, como la forma en la que Riddick consigue su "mirada brillante", se introducen dentro de la continuidad, sin embargo, se muestra en Butcher Bay que Riddick pudo haberla recibido en otras muchas formas. El resto del video (especialmente el escape de Slam City) se puede considerar como canon.

## Videojuegos
Se han realizado dos videojuegos para consolas y dos videojuegos más cortos para Internet basados en la Saga de "Las crónicas de Riddick".

### The Hunt For Riddick
The Hunt For Riddick es un juego basado en el uso del apunta-y-oprime con el ratón del ordenador en la página web oficial de Riddick donde el jugador personifica a un mercenario pagado por Toombs para buscar a Riddick y posiblemente encontrar a sus conocidos. El juego da mucha información sobre el universo de Riddick y el jugador viaja a través de diversas localizaciones, las que incluyen: Origin (un planeta poco conocido que es más un puerto espacial), Lupus Five (el planeta donde Kyra se une con los Mercs), Helion Prime, Furya, Aquila Major, Crematoria y UV-6.

## Personajes

### Riddick
Interpretado por Vin Diesel. 
La serie se centra en las aventuras de Richard B. Riddick. Riddick un convicto fugado, quien muestra excepcionales habilidades en el combate mano a mano y la capacidad de ver en la oscuridad. De ser un personaje de soporte en Pitch Black, Riddick pasó a convertirse en el protagonista de la serie.

### Carolyn Fry
Interpretado por Radha Mitchell.
Copiloto del carguero Hunter Gratzner y única sobreviviente de la tripulación en su caída en la luna Hades. Aunque en un inicio, mientras caían, deseaba sacrificar a los pasajeros para salvarse, su piloto se lo impide y logran aterrizar aunque este último no logra sobrevivir; tras caer es considerada por los pasajeros una heroína ya que los protegió, cosa que la torturaría desde ese momento y la llevaría a protegerlos a toda costa. 
Cuando se entera de que Riddick viaja encarcelado es la única que le da el beneficio de la duda y decide dejarlo trabajar con ellos para guiarlos en medio de los biorraptores con las piezas que harán funcionar la nave que los sacará de allí. Aun cuando Riddick finalmente parece que los traiciona y abandona, ella lo encara y respetando el valor que ella demostró, el furyano regresa para salvar al resto, aunque le lleva a caer en un ataque de los biorraptores. Carolyn vuelve por Riddick, vivo a duras penas, momento cuando un biorraptor la ataca y se la lleva volando. 
La piloto marcó tan profundamente a Riddick que en honor a su sacrificio él no solo llevaría a los supervivientes hasta Helion Prime, sino también abandonaría su vida criminal por lo que aprendió de ella.

### Abu "Imam" al-Walid
Interpretado por Keith David. 
Apodado por Riddick como "El hombre Santo", es un anciano islamita que predica la paz y viajaba en el Hunter Gratzner junto a un grupo de niños camino a Helion Primero a establecerse en la ciudad de Nueva Mecca, cuna contemporánea de todas las religiones y credos coexistiendo en paz. Durante su estadía en Hades es uno de los que más interactúa con Riddick intentando convencerlo de que hay más en la vida que odio y violencia; es la única persona a quien Riddick ha llamado "amigo" e incluso se sincera con él contándole cómo fue abandonado al nacer. 
Tras escapar de Hades lo llevaría a Helion Primero y le encargaría el cuidado de Jack, desapareciendo posteriormente en un planeta helado pensando que así ambos estarían seguros. Cinco años después, descubre que Imam ha delatado su paradero, pero como una forma de llevarlo a Helion Primero tras descubrir que se trataba de uno de los últimos furyanos y además avisarle de que Jack estaba presa en Crematoria. Imam muere durante la invasión necrófera a su planeta, distrayendo a los soldados para que Riddick logre poner a salvo a su familia; posteriormente Riddick buscaría personalmente al soldado que lo asesinó y lo mataría frente a Lord Marshall.

### William J. Johns
Interpretado por Cole Hauser. 
William J. Johns es un veterano de guerra, mercenario y cazarrecompensas, contratado para capturar a Riddick después de su escape de Slam City. Es el principal antagonista humano en Pitch Black. Capturó a Riddick y lo llevó a Butcher Bay, pero después de descubrir que no recibiría la recompensa, lo ayudó a escapar. 
La Bitácora de Johns - incluida en las características especiales del DVD de Pitch Black -, narra los eventos previos: Riddick apuñaló a Johns y lo dejó por muerto. A raíz del ataque, Johns se volvió adicto a la morfina que le habían prescrito y desde entonces buscó a Riddick, eliminando a otros mercenarios que le seguían el rastro. Finalmente atrapó a Riddick en el planeta Aquila Major, después de asesinar a un niño y amenazar a Riddick con continuar si no se rendía. 
Johns consigue una cápsula de contención en el carguero Hunter Gratzner, el cual después se estrellaría en la luna Hades. Johns promete liberar a Riddick después del choque, a cambio de que los ayude, afirmando estar cansado de la persecución, si bien la veracidad de esta afirmación no es del todo clara, Johns ayudó a los demás supervivientes y mató a uno de los biorraptores con una escopeta, percatándose de que eran sensibles a la luz. Para su desgracia le sugirió a Riddick sacrificar a Jack para escapar mientras era devorada, por lo que el furyano lo hiere mortalmente y deja a merced de las bestias, que acaban devorándolo en lugar de a Jack.

### Jack B. Badd/Kyra
Interpretada por Rhiana Griffith (joven Jack) / Alexa Davalos (Kyra). 
Joven muchacho que viajaba de polizón en el Hunter Gratzner soñando con vivir aventuras en el espacio por lo que se hace llamar Jack B. Badd y finge ser un tipo rudo y peligroso, aunque es evidente para todos que no da la talla. Tras conocer a Riddick se impresiona y lo toma como modelo, por lo que llega a raparse el pelo y usar un par de gafas de minero tratando de parecerse a él. Mientras intentan huir de los biorraptores en Hades, Riddick explica que no logran perderlos ya que estos huelen la sangre de sus presas y revela que en realidad Jack es una niña y está menstruando, lo que ha permitido a los biorraptores seguirlos sin problema; Johns trata de convencer a Riddick para que la sacrifique y así el resto podría huir mientras es devorada, sin embargo Riddick, harto de su actitud cobarde, termina por eliminarlo a él. Finalmente, Jack e Imam son los únicos que logran escapar junto al furyano. 
Tras lograr huir del planeta son emboscados por Antonia Chillingsworth (Tress MacNeille), quien desea hacer de Riddick una parte de su colección de criminales, pero este logra escapar y matar a la gran mayoría de sus cazarrecompensas; más tarde, Antonia se convierte en la primera víctima de Jack, quien la asesina cuando intenta disparar a Riddick.
Después que Imam se establece en Nueva Mecca, Jack cambia su nombre a Kyra y escapa con intención de unirse a alguna tripulación y convertirse en alguien como Riddick pensando que la mejor forma es vivir las mismas experiencias que él; sin embargo, nada sale como espera aunque sí acaba siendo presa en Crematoria e, ingenuamente, cree que allí obtendrá los "ojos brillantes" tan característicos de su ídolo pero, para su decepción, no es así y acabó resentida contra Riddick autoconvenciéndose de que era un mentiroso ya que ella no obtuvo los mismos que él al convertirse en criminal. 
Tras escapar de Crematoria junto a Riddick es capturada por los necróferos y convertida en uno de ellos, esto no le impide intentar proteger al furyano durante su pelea contra Lord Marshall (Colm Feore) aunque le cuesta la vida (este es el único momento, después de la muerte de Fry donde Riddick se ha mostrado emocionalmente vulnerable).

### Toombs
Interpretado por Nick Chinlund.
Un cazarrecompensas que originalmente formaba parte de la tripulación de Antonia Chillinsgworth pero que, tras la muerte de esta, se independiza. Vuelve a aparecer cinco años después, ya que es a quien le encargan capturar a Riddick para llevarlo a Helion Prime, aunque esto acaba en desastre. Regresa con una nueva tripulación y captura de nuevo a Riddick en Nueva Mecca para posteriormente llevarlo a Crematoria, allí se ve sorprendido por la fuga de Riddick y Kyra, y termina encerrado en una jaula acosado por lobos crematorianos mientras grita maldiciones contra Riddick.

### Purificador
Interpretado por Linus Roache.
Un miembro de la Armada Necrófera, 'Purificador' revelaría ser un furyano como Riddick, antes de su conversión. Cuando Riddick es interrogado por las videntes en la nave necrófera, Purificador lo libera de sus ataduras para que escape y cuando Riddick acaba inconsciente después de pelear contra los necróferos en Crematoria, éste lo protege en un hangar y le dice: "Todos empezamos como algo más". Renegando de todo lo que había realizado bajo la influencia de los necróferos y despojándose de todos los símbolos de su antiguo estatus, Purificador le advierte que no regrese, pero el furyano que fue espera que Riddick vaya tras Lord Marshall y vengue a su pueblo, tras lo cual, camina hacia la luz solar de Crematoria, convirtiéndose en cenizas.

### Pope Joe
Pope Joe (o Papa Joe) es un ermitaño y veterinario retirado, que vive en las cloacas de Butcher Bay. Después que Riddick recuperara su radio de una cloaca, se ofreció a curar las heridas que éste había recibido, y aparentemente es el responsable de darle a Riddick su "mirada brillante", la cual le permite ver en la oscuridad. Sin embargo, tanto los videojuegos como las películas refieren que podría haberla recibido de otra fuente.

## Planetas y Localizaciones
Las historias de Las Crónicas de Riddick tienen lugar en el distante futuro del siglo 28, mucho tiempo después de que la humanidad descubriera el Viaje Interestelar y desde entonces se ha dedicado a colonizar variados mundos a través de la galaxia.

### Aquila Major
Planeta que es destruido en las escenas de inicio de las crónicas. Aquila Major tenía una apariencia urbana pero con densas áreas de bosques. Su primera mención es como el lugar donde Johns logró capturar a Riddick, antes de los eventos de Pitch Black, asesinando a un niño y amenazando ejecutar más si no se entregaba. Después de la devastadora campaña militar contra los aquilanos, a los supervivientes se les dio dos alternativas: convertirse a la fe necrófera o perecer. Después de eso el Lord Marshall ordenó la destrucción del planeta con un bombardeo masivo conocido como "El Protocolo Ascensión", lo que acabó con toda la vida en la superficie.

### Crematoria
Descrita como una de las últimas prisiones con una "Triple Seguridad Máxima", Crematoria es una infame colonia penitenciaria reservada sólo para los criminales más peligrosos. La superficie del planeta es inhabitable, debido a las condiciones climáticas extremas: 371 °C de día y -184 °C de noche, lo que la convierte en una prisión de la cual es casi imposible evadirse.

### Furya
Furya fue una vez un planeta habitado por fieros guerreros, evolucionados como una raza de seres con características superiores al ser humano normal, debido a que tenían que enfrentarse a las condiciones adversas del planeta que habitaban. Lord Marshall, el líder de los necróferos, bombardeó y masacró a los habitantes para prevenir el cumplimiento de una profecía en la que se contaba que un furyano provocaría su muerte. El ataque ocurrió 30 años antes de los eventos desarrollados en las Crónicas. Se sabe que un pequeño grupo de furyanos escapó de la devastación y del planeta, sin conocer una cifra exacta de cuántos, pero el planeta quedó "muerto, sin vida de la cual hablar".

### Hades
Primer planetoide que aparece en la saga. Aparentemente tiene una atmósfera y gravedad similar a la de la Tierra, pero a diferencia de ésta, Hades es un planeta desértico debido a la constante exposición de luz solar ya que es un sistema de tres soles: uno de estos soles es solitario, mientras que los otros dos forman un sistema binario. Cada 22 años, esta luna experimenta un triple eclipse solar al ser ocultada por los planetas, dejándola en la oscuridad durante meses, permitiendo que criaturas nocturnas sensibles a la luz, conocidas como biorraptores salgan a la superficie, desde su escondite - un enorme sistema de cavernas subterráneas -. Aparentemente, estas criaturas son las responsables de extinguir a las otras formas de vida y convertir a la superficie de Hades en un "cementerio". El tamaño de las extintas criaturas varía del tamaño de murciélago al de enormes dinosaurios. Un grupo de humanos que realizaban una operación minera en Hades, y que sufrieron un destino similar, le dieron la denominación M6-117. Debido a sus largos eclipses, a veces se refieren a este planeta como "Planeta Oscuro".

### Helion Primero (Helion Prime)
Uno de los más grandes mundos del hombre. Helion Prime fue fundado como un mundo en el que hombres de cualquier fe, religión y credo podrían vivir de forma pacífica con los demás. En este próspero y floreciente mundo se localiza la ciudad Nueva Mecca y es el hogar de Abu "Imam" al-Walid y su familia. Este planeta es constantemente mejorado con formas artificiales. Aquí tuvo Riddick su "primer" encuentro con los necróferos. Nueva Mecca fue tomada después de una batalla entre los necróferos y los soldados de Helion, que duro solo una noche. Sin embargo, la resistencia contra las tropas necróferas continuó hasta el momento en el que Riddick mató a Lord Marshall. (Helion Prime es el único planeta que es mencionado en las 3 películas de Riddick).

### Lobo Cinco (Lupus Five)
Planeta en el que Kyra se une a los mercenarios. Se le menciona en las crónicas de Riddick y se ve en el juego "Hunt For Riddick". Aparentemente, es un planeta estéril y excesivamente industrializado, con una desarrollada industria en el trasporte espacial.

### No Furya
Es el planeta donde se desarrolla la mayor parte de la tercera película. El planeta tiene desiertos, montañas y sabanas, y está habitado por varias especies de depredadores, siendo la más peligrosa los llamados "demonios de barro", su clima parece ser desértico, con tormentas infrecuentes pero poderosas. Estando allí Riddick encuentra una estación de mercenarios abandonada que además tenía varias trampas para cazar animales grandes; y como además Riddick es llevado allí bajo un engaño y dado por muerto luego de ser sepultado por una avalancha, es seguro deducir que el planeta no tiene habitantes humanos porque es demasiado peligroso como para establecer colonias allí sin embargo, tras ser abandonado allí, Riddick encontró las ruinas erosionadas de unos edificios que parecen haber sido abandonados siglos antes del asentamiento de los cazarrecompensas, en su interior había muestras de arquitectura muy elaborada y bajorrelieves de apariencia primitiva. El planeta nunca es mencionado por su nombre oficial y su apelativo se debe a que Riddick se refirió a él así, de forma irónica, al darse cuenta de que los necróferos intentaban hacerle creer que era el planeta Furya.

### Origin
Es muy poco lo que se da a conocer de este planeta en la saga, solo se aprecia en el juego de flash "Hunt for Riddick", y aparentemente es más bien un puerto espacial.

### Subuniverso
La tierra prometida de los necróferos, descrita como "un reflejo oscuro del universo normal donde la muerte no tiene significado", y su ansiado destino final; liderados por el Lord Marshall, el único ser que ha llegado hasta la frontera del Subuniverso y ha regresado para contarlo. El peregrinaje del Lord Marshall al Subuniverso le dio muchos de sus poderes sobrenaturales, al convertirlo en lo que sus fieles llamaban "El Sagrado Semi-Muerto".

### Tierra
A pesar de ser el hogar ancestral de la especie humana, la Tierra ya no es considerada como un planeta importante en el gran esquema de la galaxia, al existir cientos de colonias con ubicaciones más estratégicas o con fuentes de recursos más ricas y explotables. La Tierra nunca se muestra en el universo de Riddick, y muy pocos personajes la han mencionado. Entre estos últimos se encuentra Paris en Pitch Black, dice que él quería morir: "En Francia, en la Tierra. Nunca he visto Francia", antes de ser devorado vivo por los biorraptores.

### UV-6
Aparece por primera vez en Las Crónicas de Riddick. Es un planeta helado cuyo terreno accidentado se asemeja a enormes huellas dactilares. Riddick tiene su refugio en una de las cuevas, que en realidad es el esqueleto de un carnívoro del tamaño de una ballena. Permanecería ahí por un lapso de 5 años, en un periodo comprendido entre los eventos de Dark Fury y Las Crónicas de Riddick.

## Razas / Agrupaciones

### Elementales
Los elementales aparecen en las Crónicas, aunque el único miembro de esa raza que se muestra a lo largo de la película es Aereon (Judi Dench). Tienen apariencia humanoide y aparentemente están compuestos de aire denso. Se vuelve trasparente con las ráfagas de viento y debido a la composición de su masa, tiene la capacidad de planear a través del aire por extensos periodos de tiempo (lo que no debe confundirse con la capacidad de volar). La novelización de la película de Alan Dean Foster establece que: los elementales son una variante de la humanidad. Uno de los necróferos se refiere a ella como una elemental de aire (lo que en una de las ceremonias mágicas sería llamada por Paracelso como una Sílfide). La novela hace mención de la existencia de elementales del fuego, agua y aire, a pesar de que no son mostrados en la película. Según el DVD, también existen elementales que representarían al Éter.
Los elementales son presentados como una raza lógica, la cual decide sus acciones más por un complejo sistema de cálculos que por emociones u opiniones personales. Ellos han permanecido neutrales a cualquier conflicto, aparentemente sin participar de forma voluntaria en ninguno, pero son capaces de interferir si sus cálculos muestran que dicha intervención es necesaria. Los necróferos señalan que no creen en ningún tipo de dios ni practican religión alguna. Dama Vaako (Thandie Newton) los llama "raza de brujas y espías" aunque podría tratarse de una forma de provocar a Aereon.
Vin Diesel afirma que en una posible secuela se podrían ver elementales de fuego y agua, y probablemente explicar un poco más acerca de su sociedad y evolución como razas.
El otro único posible elemental es un prisionero, el cual es mostrado en Escape From Butcher Bay y que se considera asimismo un Rey Elemental.

### Furyanos
Los furyanos son, aparentemente, una rama superior de la raza humana. Furya, fue un planeta colonizado hace mucho por un grupo de humanos, sin embargo este planeta poseía un hábitat en extremo inhóspito y poco compatible con la vida, alto en radiación, elementos tóxicos, con suelos duros y poco fértiles por lo que los colonos que decidieron establecerse allí eran personas rudas con una gran voluntad gracias a la cual resistieron por generaciones el duro castigo que era la vida diaria, sin embargo cada generación fue más resistente y mejor adaptada que las anteriores, dando con el tiempo origen a una estirpe poderosa por naturaleza, con gran tolerancia al dolor, agudos sentidos e inteligencia, instintos guerreros y una tremenda fuerza de voluntad que los ponía muy por encima de los habitantes de otros mundos.
La capacidad de las habilidades físicas de un furyano es desconocida. Riddick derrotó en combate personal a varios biorraptores (en Pitch Black); él mismo reacomodó su brazo en medio de la pelea después de que Johns se lo dislocara sin demostrar molestias o pérdida de eficiencia, fue capaz de dislocarse ambos hombros para escapar del confinamiento de la nave de carga estrellada, también pudo abrir el candado de cuerpo con que Díaz intentó matarlo solo con la fuerza de sus manos a pesar de que lo había suspendido en el aire sin un punto de apoyo para sus pies. Aparentemente es más ágil y atlético, capaz de moverse más rápido que un hombre de su mismo tamaño o peso y capaz de cubrir grandes distancias sin mostrar signos de cansancio y realizar hazañas físicas que muy pocos humanos lograrían, aún con entrenamiento. El mismo Comandante Vaako confesaría la profunda impresión que dejó en él durante toda su vida haber visto a los furyanos luchar:

He estado pensando en una campaña. Mi primera. Yo era solo un niño, dejamos caer a los Necróferos desde el cielo e hicimos lo que hacen los Necróferos. La destrucción fue impresionante, pero luego encontramos resistencia. Feroces como una tormenta de leones, cada uno de ellos mataba a más de cien Necros antes que sus armas se descargaran... y luego de eso mataban treinta más solo con sus manos. Nuestro poder de fuego y números finalmente nos permitió ganar el día. Pero todavía puedo verlo, al último de esos magníficos guerreros, de pie sobre una pila de cuerpos de los suyos. Entonces me miró; nunca olvidaré esos ojos.
Lord Vaako; Riddick 2013 (Versión sin cortes)

Riddick es un furyano, uno de los últimos supervivientes de su raza y debido a los eventos de Las Crónicas de Riddick, se le puede considerar el Furyano Alpha, lo que lo convierte en el más fuerte y, en principio, en el líder de los furyanos.
Como se aprecia en las películas y a su vez se menciona en la novelización de las mismas, los furyanos poseen físico y habilidades impresionantes: son más fuertes, musculosos, flexibles, capaces de resistir más daño y heridas, tienen, además, los sentidos mucho más agudizados y una durabilidad combinada con un factor de recuperación más rápido que cualquiera de las otras razas en el universo. 
Riddick, considerado el Furyano Alpha, es el más fuerte y poderoso de los furyanos, tiene una "mirada brillante", lo que le permite ver en la oscuridad (los sabuesos de Crematoria al parecer también poseen esa habilidad, pero como se explica en las Características Especiales del DVD de The Chronicles of Riddick , sólo es coincidencia). No se ha confirmado que esta peculiaridad sea común en los furyanos o que sea algo que distinga de los demás al Furyano Alpha. Riddick ha desarrollado la llamada "Cólera de los furyanos" o "La ira furyana", que se definiría como la angustia, dolor, sufrimiento y furia colectivos de los millones de furyanos que no pudieron escapar de la masacre de los necróferos 30 años atrás.

### Mercs
El protagonista de la saga (Riddick) es un asesino convicto, quien se ha fugado de numerosas prisiones, por lo que existe una gran recompensa por su cabeza, así que no es de extrañar que mercenarios y cazarrecompensas aparezcan de forma continua en la saga, refiriéndose a ellos como Mercs. Por lo visto, un Merc es una profesión común en el universo de Riddick. En la mayoría de las veces, los Mercs son mostrados, en comparación con Riddick, como demasiado ineptos, simplones, ambiciosos e inmorales, y en el caso del "Diablo de Ojos Azules" - como Riddick define a Johns -, como un adicto a las drogas.

### Necróferos
Los necróferos son guerreros de un Movimientos Apocalíptico quienes, con su distintiva arquitectura de las naves y de los uniformes que utilizan, representan sus creencias religiosas: la conquista de planetas como una grotesca forma de peregrinaje al Subuniverso, su Tierra Prometida.
Su código de conducta de credo establece que "Eres dueño de lo que matas", es decir, una vez derrotado un oponente el vencedor es dueño de todo lo que éste poseía, por ello se atribuyen la propiedad de los planetas que han masacrado; bajo esta misma creencia cualquiera puede retar al líder necrófero y tomar su lugar - si logra matarlo -, aunque debido principalmente a sus habilidades sobrenaturales, ninguno antes de Lord Vaako (Karl Urban) se había atrevido a hacerlo. Su líder, denominado por Lord Vaako como "Lord Marshall: El sagrado Semi-Muerto" (quien además puede "robar" las almas de sus enemigos), sistemáticamente dirige su enorme legión de necróferos para someter mundos y convertir a sus habitantes en nuevos adeptos; aquellos que se oponen o resisten a la conversión son ejecutados.
Los conversos reciben "La marca del Necrófero", un atributo que los transforma en semimuertos, incrementado su fuerza, anulando su percepción del dolor y volviéndolos dóciles creyentes, por lo que se refieren al proceso por el que aprenden que "un dolor puede aliviar otro". Gracias al viaje que Lord Marshall realizó al Subuniverso, los necróferos tienen el más avanzado y peligroso arsenal de la galaxia, capaz de destruir planetas completos, lo cual, generalmente, hacen después de cada campaña. 
Lord Marshall dirigió de forma personal el ataque al planeta Furya, después de ser informado de la profecía en la que se menciona que un furyano provocaría su caída, lo que con el tiempo probó ser cierto (siendo Riddick el furyano que finalmente acabaría con él).
Al vencer Riddick a Lord Marshall se convierte en el nuevo rey de los necróferos al aplicar la máxima del código "conservar lo que se mata".

## Fauna

### Acid Roach
Una pequeña criatura del planeta Butcher Bay. La criatura nunca se identifica por un nombre, pero en los archivos del juego Escape from Butcher Bay se le llama así.

### Algae-Welk
Un pez de los mares del planeta Aguerra Prime, según se muestra en el juego Assault on Dark Athena. Se menciona que toda la vida marina de ese mundo es venenosa, aunque los Algae-Welk se consideran una delicia culinaria.

### Anguila de azufre
Criaturas acuáticas carnívoras nativas de No Furya, tienen una extensión cercana a los treinta centímetros. Viven en los pozos y estanques de agua burbujeante que se vieron en el planeta. Riddick sobrevivió los primeros meses de su abandono pescándolas para alimentarse de su carne y hacer ropa con su piel.

### Artrópodo crematoriano
Criatura que habita los túneles subterráneos de Crematoria, tiene un exterior nudoso. Solo aparecen en la novelización de Las crónicas de Riddick, pero las redes utilizadas para cazarlos son vistas en la película. Son comestibles y son cazados por los reos que las venden a los guardias ya que son parte de las raciones de la prisión, se hierven y tienen una carne blanca pálida fibrosa.

### Biorraptores
Criaturas carnívoras del planeta Hades M6-117. Poseen una cabeza cruciforme y extremidades delanteras membranosas similares a los brazos de los murciélagos que les permiten volar. Son fotosensibles al punto que la luz de una linterna puede quemar gravemente sus cuerpos, además sus ojos están en los extremos de su cabeza lo que genera un punto ciego que evita que vean cualquier cosa que este directamente a unos centímetros frente a su cabeza. Son responsables de la extinción de la mayor parte de la vida en el planeta y la falta de presas que cazar los ha llevado a adoptar el canibalismo. Según especula Riddick en Pitch Black los biorraptores vivían en el subsuelo y las excavaciones realizadas por la colonia allí establecida les dio una vía a la superficie gracias a la cual pudieron acabar con los humanos y fauna local; sin embargo la gran contradicción que es la existencia de una especie nocturna como cima de la cadena alimenticia en un mundo donde casi no existe la noche también da pie a la posibilidad que se trate de una especie invasora llevada en algún momento desde otro mundo.

### Bioslug
Son gusanos bioluminiscentes nativos de M6-117. Su luminiscencia natural las mantiene a salvo de los biorraptores. Cuando Carolyn Fry los descubrió en una cueva, colocó a las criaturas en botellas y las usó como lámparas para llegar segura a la nave de escape.

### Brax
Grandes animales ciborg utilizados como parte del arsenal de la nave Kublai Khan de Antonia Chillingsworth. Poseían una actitud salvaje y agresiva incluso hacia sus amos; tienen un cuerpo amorfo al que se le implantan un par de patas robóticas que le permiten correr a gran velocidad. Eran usados como perros de caza ya que pueden rastrear la sangre de sus presas si la han probado.

### Buitre alienígena
Son carroñeros voladores del planeta No Furya, aunque su aspecto general da la impresión de un buitre sin plumas, mas en detalle parece poseer más cualidades de reptil que de ave; sus alas son correosas y tienen una cola de extremo plano para una mejor maniobra. Tras la llegada de Riddick al planeta, un buitre intentó comérselo tras ser sepultado por el ataque de Krone, pero Riddick lo estranguló hasta la muerte. La especie no ha recibido un nombre oficial, pero Steve Jubinville, diseñador de la criatura, la apodó de esta forma, siendo el nombre usado en el guion.

### Cetaceans
Criaturas nativas de la superficie del planeta Hades M6-117. Poseían un tamaño y aspecto muy similar a las ballenas terrícolas aunque se desplazaban reptando por la superficie arenosa del planeta. Mucho antes de la caída del Hunter Gratzner ya habían sido extinguidos por los biorraptores, sin embargo sus gigantescas osamentas se encontraban por todo el lugar. Aunque en el film no reciben un nombre, en Nightfall, el primer borrador de Pitch Black, son llamados Cetaceans.

### Chacales alien
Especie nativa de No Furya. Poseen un pelaje amarillo con manchas negras y púas en su lomo ocultas entre un pelaje negro más largo, por lo demás son muy similares en apariencia a los caninos terrestres. Riddick crio un cachorro de chacal alienígena y lo domesticó.

### Carnivorous Chilis
Una peligrosa criatura parte animal y parte planta carnívora del planeta Aguerra Prime, según se muestra en el juego Assault on Dark Athena. Sus semillas son usadas como condimento para sazonar el Algae-Welk ahumado.

### Demonios de barro
Son criaturas originarias del planeta No Furya. Permanecen dormidos en el suelo o en charcos de agua hasta que comienza la temporada de lluvia del planeta, cuando emergen del suelo ya que necesitan tener la piel húmeda en todo momento. Son reptiles anfibios bípedos con una larga cola con una tenaza en el extremo con dos orificios que simulan cuencas oculares ya que las usan para hacer creer a sus presas que mantienen contacto visual mientras esperan el momento idóneo para morder con su cabeza real. Su mordedura es paralizante y venenosa, y su letalidad depende de su tamaño ya que las crías son más peligrosas porque no controlan la cantidad de veneno que inyectan. Son carnívoros altamente agresivos y con un deseo incontrolable por la carne, siendo capaces de ignorar su dolor y agonía para incluso comer partes de su propio cuerpo que hayan perdido.

### Glow Moth
Pequeños insectos del planeta Butcher Bay. Tienen dos pares de alas, si son provocadas emanan una fuerte toxina alucinógena, se puede usar para sintetizar tanto veneno como una droga, ambos productos son mercancía comerciada en el planeta. Las polillas también brillan en la oscuridad.

### Sabuesos infernales
Animales modificados genéticamente, híbridos de lobo y reptil, utilizados en la prisión de Crematoria como parte del sistema de seguridad. Su apariencia es la de un canino musculoso pero esbelto, en lugar de pelaje están cubiertos por enormes escamas que sacuden cuando quieren intimidar a sus presas. Cuando se enfurecen o atacan, los colores de sus escamas cambian de negro a rojo. Sus ojos tienen propiedades muy similares a los de Riddick.

### Shrills
Son una especie rápida y mortal, con cuatro extremidades afiladas en forma de tentáculo y otras cuatro trenzadas entre sí para formar una extremidad inferior sobre la que se apoyan. Son capaces de inyectar a sus víctimas un veneno corrosivo, reduciéndolas a una sustancia viscosa. Son bioluminiscentes, emitiendo una variedad de colores brillantes y hermosos. El centro de su cuerpo está compuesto por un grupo de órganos expuestos. Antonia Chillingsworth poseía dos especímenes en cautiverio en el Kublai Khan que utilizaba en su arena personal como oponentes de los criminales que atrapaba.

### Xenos
Son criaturas que residen en las minas de Butcher Bay. No les gusta el fuego y les gusta comer cabezas humanas. Tienen dos garras delanteras que les permiten escalar y una cola prensil que les permite colgarse de cabeza para dormir, también pueden escupir veneno. Las crías Xenos viven en simbiosis con los adultos, anidando en la bolsa trasera de los adultos. Tienen sangre verde brillante.
- Datos: Q1965349